# Leute voor de meute
Leute voor de meute is het 39ste album uit de Belgische stripreeks De avonturen van Urbanus en verscheen in 1993. Het werd getekend door Willy Linthout en bedacht door Linthout en Urbanus zelf.

## Verhaal
Urbanus, Amedee en Nabuko Donosor zitten in de gevangenis omdat ze Oktaviette (per ongeluk) probeerden te vermoorden. Minister Leon van Nutteloze zaken wil Urbanus en Amedee en Nabuko Donosor terechtstellen voor het publiek als attractie. Cesar en Eufrazie zijn er kapot van en proberen Urbanus te redden.